# Cycas multipinnata
Espèce
Statut de conservation UICN

 EN A2cd; B2ab(i,ii,iii,iv,v); C1 : En danger
 IUCN3.1 
Synonymes
- Cycas micholitzii subsp. multipinnata (C.J.Chen & S.Y.Yang) Lindstr., (1999)
- Epicycas multipinnata  (C.J.Chen & S.Y.Yang) de Laub., (1998)

Cycas multipinnata (ou Epicycas multipinnata ), nom commun en Anglais  Royal Sago, est une espèce de cycas ou Sago Palm (famille des Cycadaceae) dans le sud-ouest de la Chine et le nord du Vietnam.

## Description
Il est difficile de décrire l'incroyable beauté de ce Cycas, sans doute le plus abouti du genre.
Il est remarquable par trois choses : 
Premièrement, c'est l'une des espèces tubéreuses que certains taxonomistes séparent en tant que genre Epicycas.
Deuxièmement, il a les plus longues tiges de feuilles ( pétioles ) de tous les gymnospermes ; jusqu'à 3,5 mètres . Des plantes cultivées ont eu des pétioles pouvant atteindre quatre mètres ,. La longueur totale de la fronde bipennée peut aller jusqu'à 7 mètres. Les pinnules ultimes sont en forme de "Y".
Troisièmement, cette plante, pourtant très visible a échappé à l'attention jusqu'en 1994. Chez les Gymnospermes, ces frondes ne sont dépassées en masse que par Encephalartos laurentianus.
Elle a un caudex court et essentiellement souterrain d'un diamètre pouvant atteindre 25 cm donne naissance à une ou deux grandes feuilles ascendantes aux extrémités élégamment arquées pouvant atteindre 4 m de long. De larges folioles au branchage complexe, d'un bleu-vert foncé très brillant, sont réparties sur une surface plutôt plate et très légèrement carénée, d'apparence beaucoup moins touffue que celle de son proche parent, le Cycas debaoensis, une espèce également magnifique mais éclipsée par la complexité des motifs des feuilles de ce Cycas multipinnata.
C'est une espèce dioïque avec des spécimens mâles présentant des microsporophylles disposées en cônes terminaux grossièrement cylindriques , de 25-40 cm de long et 6-8 cm de large, et des spécimens femelles avec des macrosporophylles de 10-12 cm de long , à l'apparence de feuilles pennées à bord épineux, portant chacune de 2 à 6 ovules .

## Distribution
Cycas multipinnata se trouve dans :
- Gorges de la rivière Rouge dans l'est du Yunnan
- Réserve naturelle de cycadales de Honghe dans le Yunnan
- Réserve naturelle du mont Xilong, Yunnan
- Guangxi occidental, Chine
- Province de Yen Bai, nord du Vietnam

Il se produit encore probablement dans les comtés de Honghe, Jianshui, Mengla et Mile du Yunnan .
Comme de nombreuses plantes, le C. multipinnata est menacé par une déforestation découlant de l'utilisation traditionnelle de ses caudex en horticulture, particulièrement en Chine, et de la demande internationale de certains collectionneurs de Cycas à la recherche de plantes abouties .